# Noradrenalina
A noradrenalina ou norepinefrina, é uma das monoaminas (também conhecidas como catecolaminas) que mais influencia o humor, ansiedade, sono e alimentação junto com a serotonina, a dopamina e a adrenalina.

## Mecanismo de ação
Suas  principais ações no sistema cardiovascular estão relacionadas ao aumento do influxo celular de cálcio e a manter a pressão sanguínea em níveis normais. A saber, vasoconstrição periférica é mediada por receptores alfa adrenérgicos, enquanto a taquicardia é mediada por estímulo de receptores b1 adrenérgicos. Utilizada na prática médica como potente agente reversor da hipotensão arterial (portanto é um hipertensor) em casos de hipotensão grave, como consequência de infecções disseminadas (sepsis). Possui efeito agonista alfa adrenérgico 2 o que antagoniza o receptor alfa 1 adrenérgico, desenvolvendo vasoconstrição e aumento da resistência vascular sistêmica, o que leva a consequente aumento da pressão arterial.

## Produção
A noradrenalina é liberada em doses, independentemente da liberação de adrenalina. A noradrenalina age de forma antagônica à adrenalina (apenas se a adrenalina atuar nos receptores β2-adrenégicos).
Caso a adrenalina atue nos receptores α1-adrenégicos a atuação, tanto da noradrenalina como da adrenalina, é igual: provoca, por exemplo, a vasoconstrição.

## Ação farmacológica
A administração de noradrenalina, ou norepinefrina, atinge todos os órgãos que possuem inervação pelo sistema nervoso simpático, tendo seus efeitos mais proeminentes no fígado e nas glândulas sudoríparas.
Agonista de receptores alfa 1, alfa 2 e beta 1.
O fígado possui uma grande quantidade de receptores alfa 1. Quando estimulados, esses receptores estimulam o processo de glicogenólise e gliconeogênese, liberando glicose no sangue o que leva a um quadro de hiperglicemia.
O efeito cardiovascular por esta droga apresenta-se: elevação da pressão arterial, aumento do débito cardíaco devido a elevação na frequência cardíaca e causa uma vasodilatação coronariana.
Remédios que estimulam sua produção tem efeitos antidepressivos, hipnóticos e ansiolíticos. Ex: Tricíclicos, Tetracíclicos, Inibidores Seletivos da Recaptação da Noradrenalina (ISRN), Inibidores da MAO (monoamina oxidase).

## Metabolização
A Noradrenalina, ou Norepinefrina, são neurotransmissores metabolizadas em produtos biologicamente inativos por oxidação (catabolizada pela monoamina oxidase - MAO) e metilação (catabolizada pela catecol-O-metiltransferase - COMT). MAO localiza-se na superfície externa das mitocôndrias e encontra-se em altas concentrações nas terminações dos nervos que secretam norepinefrina. COMT também encontra-se distribuída em grandes quantidades nas terminações nervosas e no coração e baço. COMT cataboliza principalmente a norepinefrina circulante a nível hepático.
Nas terminações nervosas, a norepinefrina é inicialmente inativada pela ação da MAO, em compostos inativos que entram na circulação e são posteriormente metabolizados no fígado pela COMT. Recaptação de norepinefrina da fenda sináptica é o principal mecanismo de remoção deste transmissor.

## Ação terapêutica
A noradrenalina, ou norepinefrina, pode ser utilizada para situações de hipotensão, atuando como um vasopressor.
É utilizada no tratamento de choque séptico, neurogênico e cardiogênico.

## Efeitos secundários
Produz necroses no lugar de injeção pela constrição geral e prolongada.
A constrição pode reduzir a irrigação dos órgãos e levá-los à falência.